# جرمین فورده
جرمین فورده (انگلیسی: Jermaine Fordah؛ زادهٔ ۱۷ آوریل ۱۹۹۳) بازیکن فوتبال اهل بریتانیا است.